# Lasius arizonicus
Lasius arizonicus es una especie de hormiga del género Lasius, tribu Lasiini, familia Formicidae. Fue descrita científicamente por Wheeler en 1917.

## Distribución
Se distribuye por México y los Estados Unidos.

## Hábitat
Habita debajo de rocas, en nidos, forraje y cerca de arroyos.